# Bahnhof Leiden Centraal
Der Bahnhof Leiden Centraal ist der größte Bahnhof der niederländischen Stadt Leiden. Der Bahnhof wird täglich von 80.409 (2024) Personen genutzt und zählt damit zu den am meisten frequentierten in den Niederlanden. Am Bahnhof verkehren nationale Regional- und Fernverkehrszüge. Es gibt auch einen großen Busbahnhof an der Vorderseite des Bahnhofes als zentralen Knotenpunkt für den städtischen ÖPNV sowie für die Regionalbusse.

## Geschichte
Der erste Bahnhof vom Architekten Frederik Willem Conrad wurde am 17. August 1842 mit der Bahnstrecke Amsterdam–Rotterdam eröffnet. 1879 erhielt der Bahnhof ein neues Hauptgebäude von dem Architekten D. A. N. Margadant. 1878 folgte die Streckeneröffnung nach Woerden. Im Jahr 1955 wurde durch H. G. J. Schelling ein neuer Bahnhof für Leiden entworfen. Dieser Nachkriegsbahnhof wurde charakterisiert durch grauen Beton, wie auch in Arnhem, Hengelo und Zutphen.  Der Hauptausgang führte über eine Treppe. Der Bahnhof war aber zu klein für die Anzahl der Reisenden. Außerdem fuhr der Verkehr vor dem Bahnhof vorbei. Im Jahre 1981 wurde die Schiphollijn nach Schiphol Airport eröffnet. Bis Mitte der 1990er Jahre hielten auch die internationalen Züge Thalys und Beneluxtrein am Bahnhof. Der Name Leiden Centraal wurde erst 1997 eingeführt, als die Einwohner den Titel Centraal forderten und eine Kommission von ProRail diesem Wunsch entsprach.  In den Niederlanden gibt es heute, inklusive Leiden, acht Bahnhöfe mit dem Zusatz Centraal.

## Heutiger Bahnhof
Das Bahnhofsgebäude von Architekt Harry Reijnders ist das vierte und wurde 1996 eröffnet. Es ist als eine weiße Fachwerkkonstruktion aufgebaut. Charakteristisch für den Eingang ist eine weiße Muschel. Bei der Eröffnung wurde ein großer Raum für den Fahrkartenverkauf eingerichtet. Mit dem Aufkommen der Fahrkartenautomaten in der Bahnhofshalle und der Einstellung des internationalen Fahrkartenverkaufes war die Halle großenteils ungenutzt. An der Vorderseite des Bahnhofs befindet sich ein großer Busbahnhof, wo viele Linien miteinander verknüpft sind. Neben dem Busbahnhof befindet sich eine Taxibrücke mit einem Fahrradabstellplatz darunter. Dies alles wurde realisiert, weil im Jahr 1997 der Stationspleintunnel für den Straßenverkehr eröffnet wurde. Dadurch gab es viel mehr Platz an der Vorderseite des Bahnhofes und es gibt jetzt auch einen Bahnhofsplatz. An der Seeseite existiert ein überwachter Fahrradabstellplatz für 2.000 Fahrräder.

## Streckenverbindungen
Folgende Linien bedienen im Jahresfahrplan 2022 den Bahnhof Leiden Centraal:
| Zugtyp    | Linienverlauf | Frequenz |
| --------- | --- | --- |
| Intercity | Den Haag Centraal – Leiden Centraal – Schiphol Airport – Amsterdam Zuid – Almere Centrum – Lelystad Centrum – Zwolle – Groningen                                                                           | stündlich |
| Intercity | Utrecht Centraal – Amsterdam Centraal – Schiphol Airport – Leiden Centraal – Den Haag HS – Rotterdam Centraal                                                                                              | stündlich (Nachtnet) |
| Intercity | Den Haag Centraal – Leiden Centraal – Schiphol Airport – Amsterdam Zuid – Almere Centrum – Lelystad Centrum – Zwolle – Meppel – Leeuwarden                                                                 | stündlich |
| Intercity | Amsterdam Centraal – Haarlem – Leiden Centraal – Den Haag Centraal | halbstündlich (fährt nicht nach 22 Uhr)                                                                                           |
| Intercity | Amsterdam Centraal – Amsterdam Sloterdijk – Haarlem – Leiden Centraal – Den Haag HS – Delft – Rotterdam Centraal – Dordrecht – Roosendaal – Vlissingen                                                     | halbstündlich (hält stündlich sowie abends und am Wochenende ganztägig an allen Bahnhöfen zwischen Bergen op Zoom und Vlissingen) |
| Intercity | Lelystad Centrum – Almere Centrum – Amsterdam Zuid – Schiphol Airport – Leiden Centraal – Den Haag HS – Delft – Rotterdam Centraal – Dordrecht                                                             | halbstündlich (fährt nicht nach 20 Uhr)                                                                                           |
| Intercity | Arnhem Centraal – Ede-Wageningen – Utrecht Centraal – Amsterdam Zuid – Schiphol Airport – Leiden Centraal – Den Haag HS – Delft – Schiedam Centrum – Rotterdam Centraal                                    | halbstündlich (fährt nicht nach 20 Uhr und am Wochenende)                                                                         |
| Intercity | Dordrecht – Rotterdam Centraal – Schiedam Centrum – Delft – Den Haag HS – Leiden Centraal – Schiphol Airport – Amsterdam Zuid – Utrecht Centraal – ’s-Hertogenbosch – Eindhoven Centraal – Helmond – Venlo | halbstündlich (fährt nur abends und sonntags)                                                                                     |
| Intercity | Leiden Centraal – Alphen aan den Rijn – Woerden – Utrecht Centraal | halbstündlich |
| Sprinter  | (Den Haag Centraal – Leiden Centraal –) Hoofddorp – Schiphol Airport – Zaandam – Purmerend – Hoorn – Hoorn Kersenboogerd                                                                                   | halbstündlich (fährt nach 19 Uhr und am Wochenende nicht zwischen Den Haag Centraal und Hoofddorp)                                |
| Sprinter  | (Den Haag Centraal –) Leiden Centraal – Schiphol Airport – Amsterdam Sloterdijk – Amsterdam Centraal | halbstündlich (fährt nur nach 19 Uhr und am Wochenende zwischen Den Haag Centraal und Leiden Centraal)                            |
| Sprinter  | (Den Haag Centraal –) Leiden Centraal – Heemstede-Aerdenhout – Haarlem | halbstündlich (fährt nach 20 Uhr und am Wochenende nicht zwischen Den Haag Centraal und Leiden Centraal)                          |
| Sprinter  | (Leiden Centraal – Alphen aan den Rijn –) Woerden – Utrecht Centraal (– Houten Castellum) | halbstündlich (fährt nur in der HVZ die gesamte Strecke; fährt abends und am Wochenende nicht)                                    |

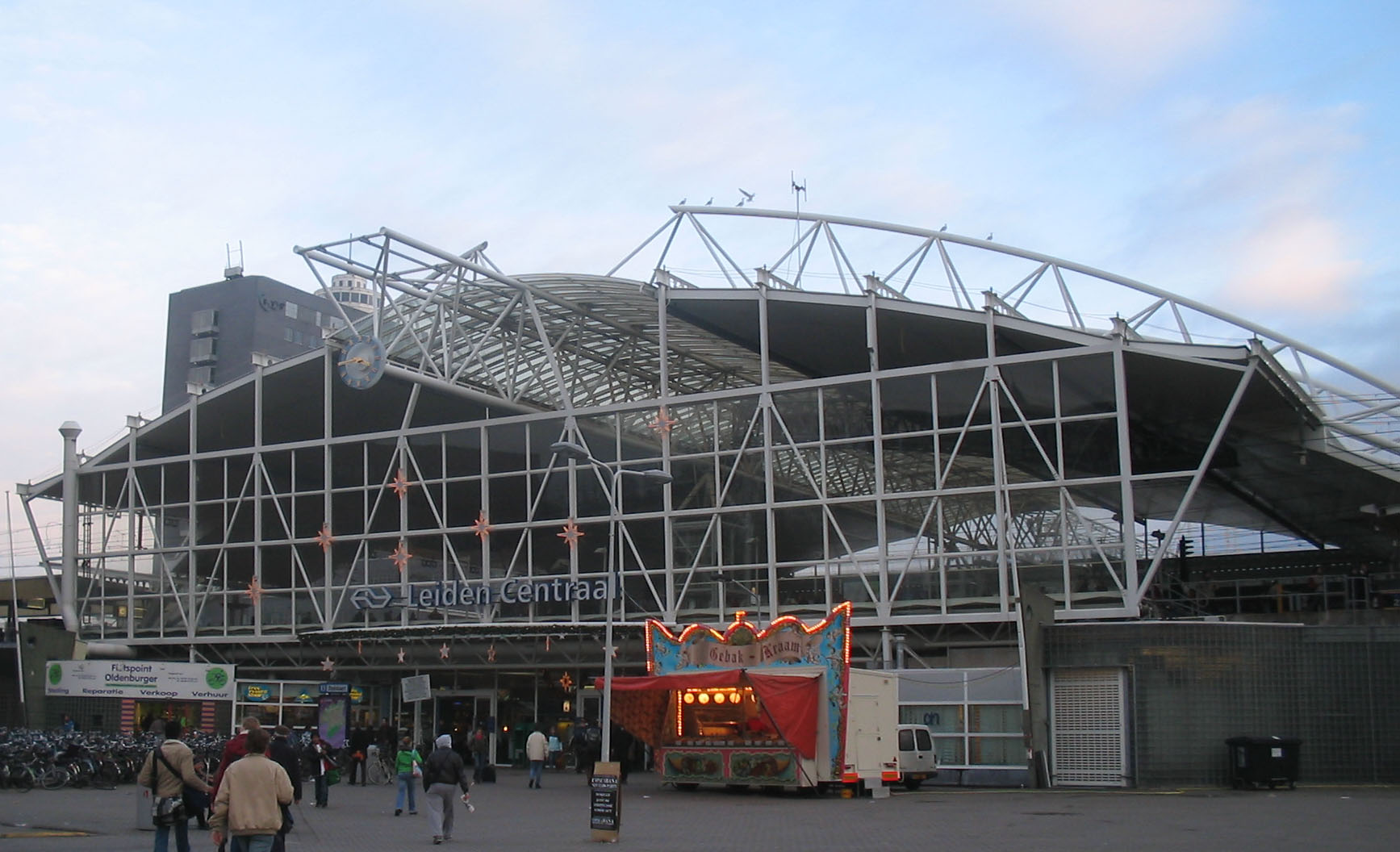
Westlicher Eingang(Seeseite)
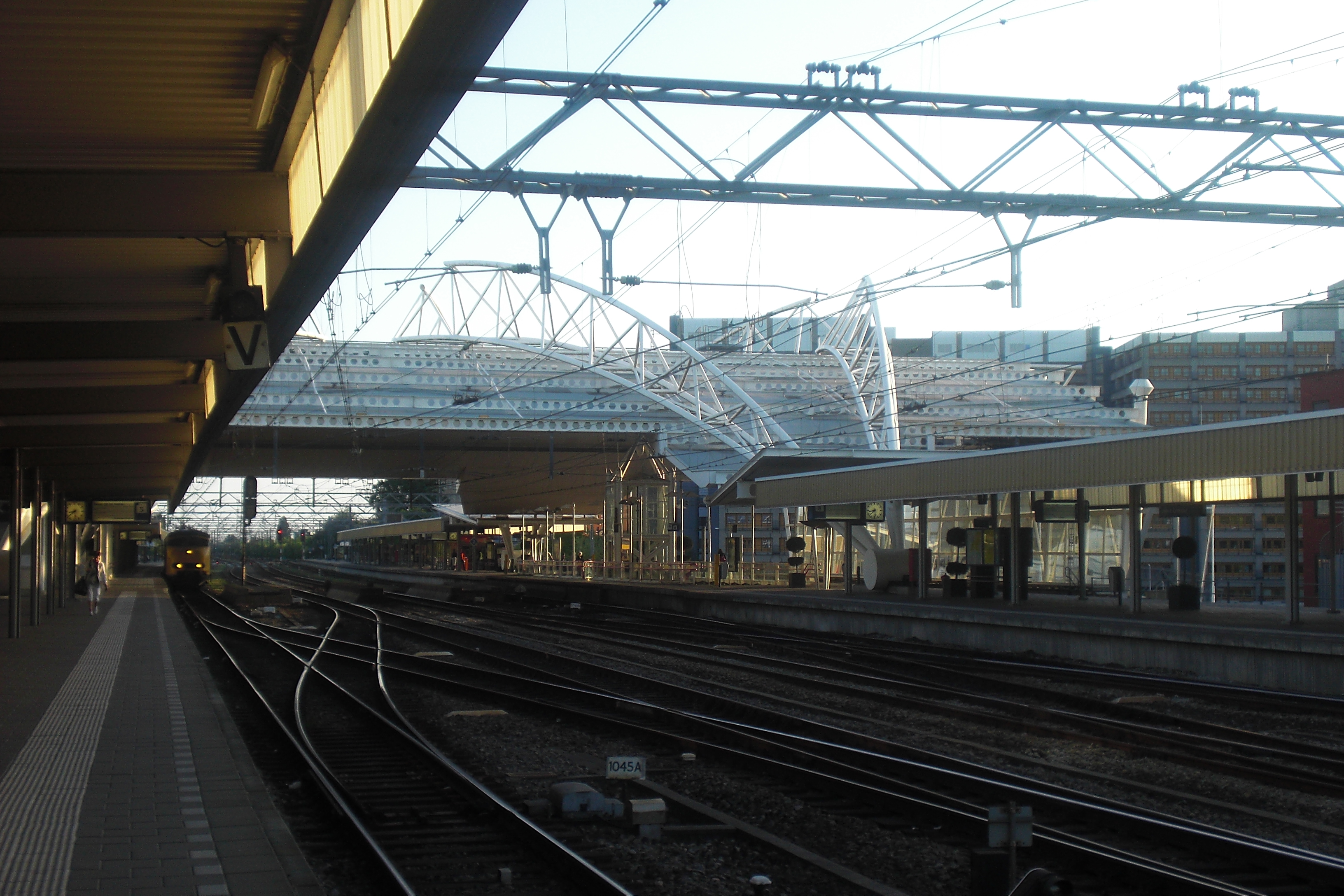
Blick auf den Bahnhof von Gleis 5a
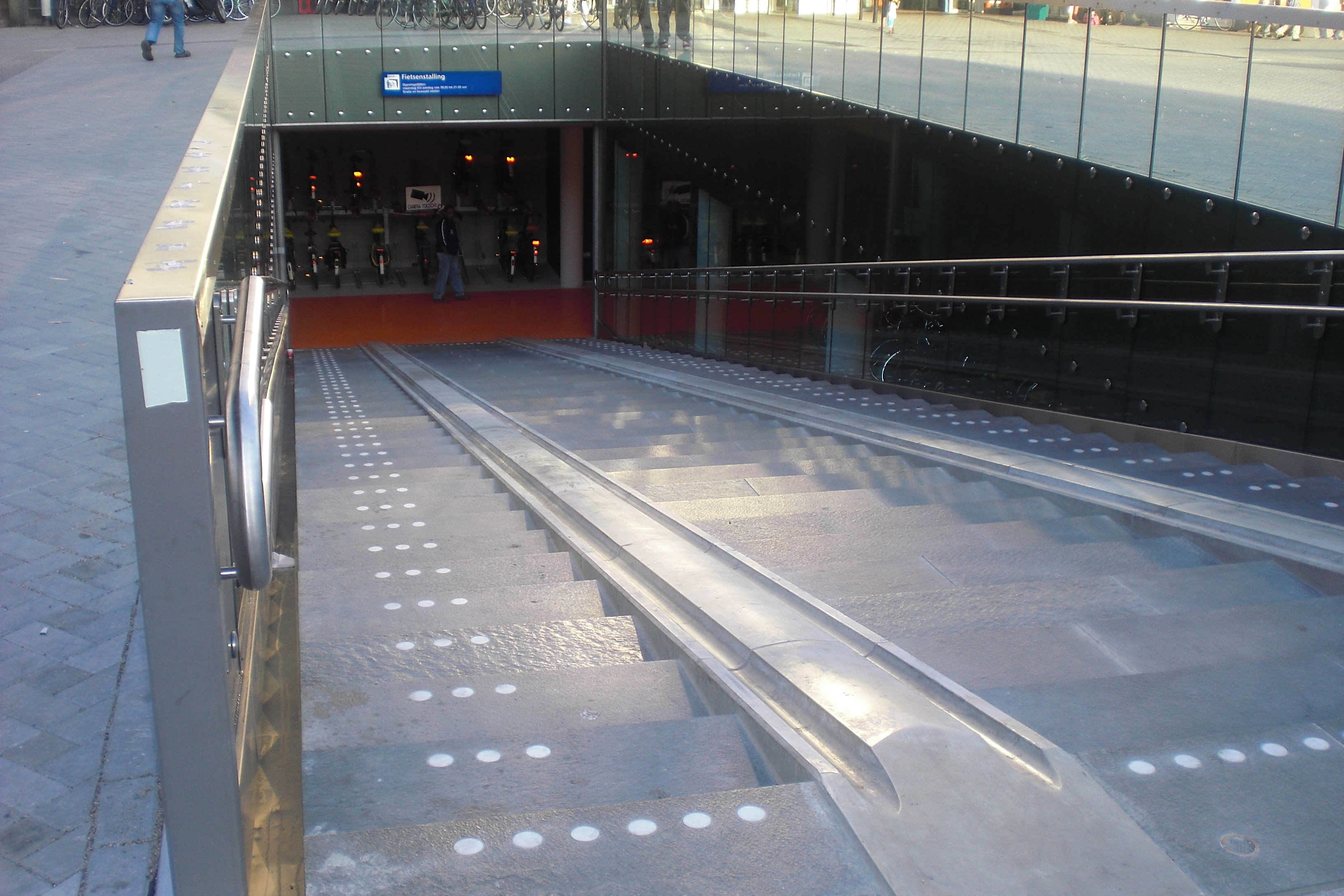
Eingang zur Fahrradgarage von der Seeseite
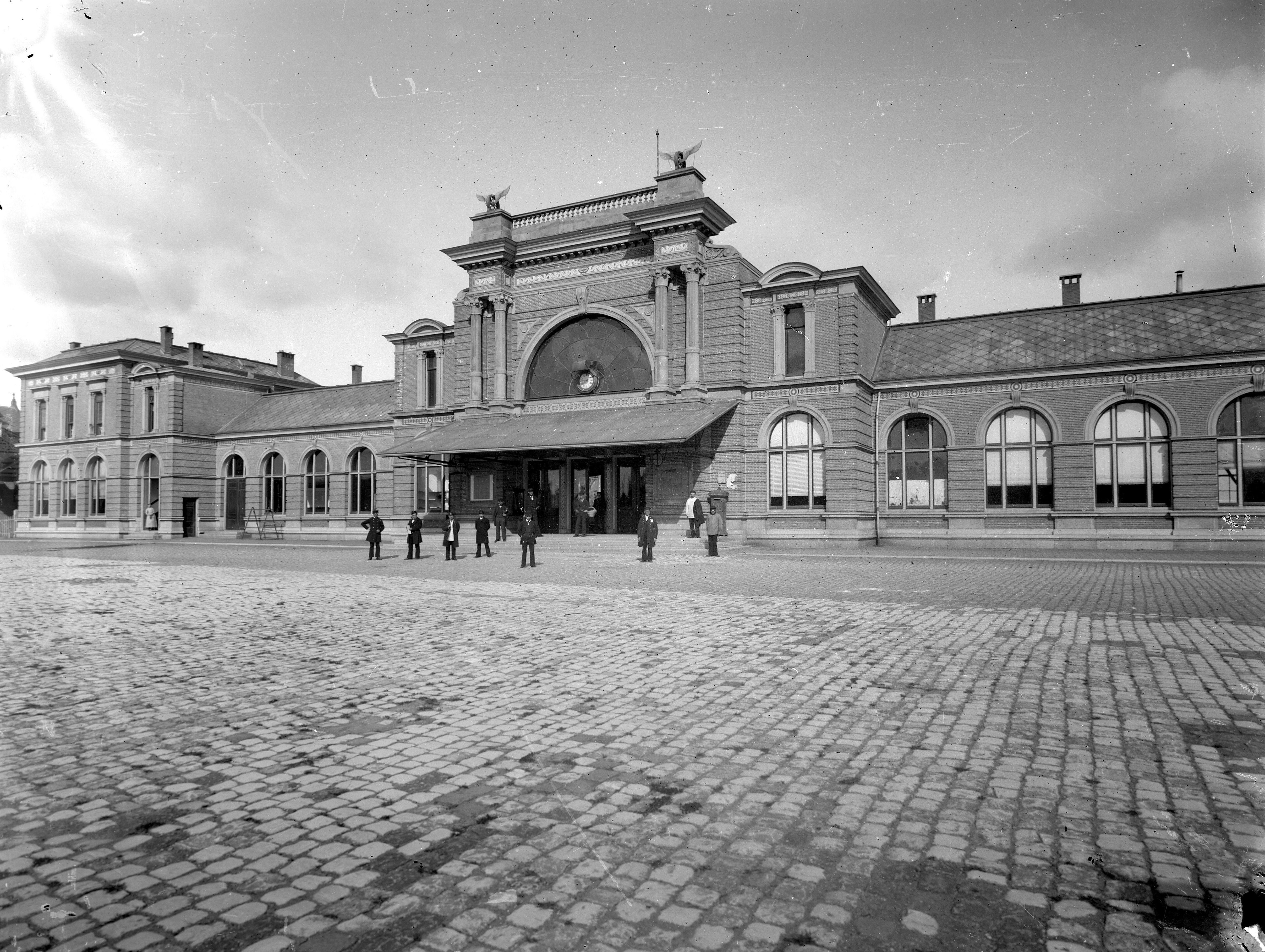

## Busse
- 1: Stadtverkehr: Leiderdorp Ziekenhuis – Leiden – Station De Vink
- 2: Stadtverkehr: Leiderdorp Oranjewijk – Leiden – Station De Vink
- 3: Stadtverkehr: Merenwijk – Leiden – Station De Vink
- 4: Stadtverkehr: Merenwijk – Leiden – Station de Vink
- 5: Stadtverkehr: Voorschoten Starrenburg – Leiden Centraal
- 6: Stadtverkehr: Leiderdorp Leyhof – Leiden Centraal
- 7: Stadtverkehr: Leiden Centraal – Zoeterwoude Heineken
- 8: Stadtverkehr: Leiden Centraal – Oegstgeest Haaswijk
- 20: Leiden – Oegstgeest – Rijnsburg – Noordwijk, Duinpark
- 21: Leiden – Oegstgeest – Rijnsburg – Noordwijk, Duinpark (Unterschiede zu Linie 21 hier)
- 30: Leiden – Valkenburg – Katwijk aan den Rijn – ESTEC (Noordwijk) – Rijnsoever (Katwijk)
- 31: Leiden – Oegstgeest – Rijnsburg – Katwijk Boulevard
- 37: Leiden – Valkenburg – Katwijk Raadhuis
- 38: Leiden – Valkenburg – Katwijk Raadhuis
- 43: Leiden – Wassenaar – Den Haag Centraal
- 45: Den Haag – Voorburg – Leidschendam – Voorschoten – Leiden Centraal
- 50: Leiden – Oegstgeest – Sassenheim – Lisse – Hillegom – Bennebroek – Heemstede – Haarlem Bahnhof
- 56: Leiden – Leiderdorp – Oud Ade – Rijpwetering – Nieuwe Wetering – Roelofarendsveen – Oude Wetering – Leimuiderbrug – Leimuiden
- 57: Leiden – Oegstgeest – Sassenheim – Voorhout – Noordwijkerhout – Lisse – Hillegom – Beinsdorp – Nieuw Vennep Bahnhof
- 169: Leiden – Zoeterwoude-Rijndijk – Hazerswoude-Rijndijk – Koudekerk aan den Rijn – Alphen aan den Rijn Bahnhof
- 182: Leiden – Leiderdorp – Hoogmade – Woubrugge – Ter Aar – Alphen aan den Rijn Bahnhof
- 183: Leiden – Leiderdorp – Hoogmade – Woubrugge – Alphen aan den Rijn station
- 187: Leiden – Zoeterwoude-Rijndijk – Hazerswoude-Rijndijk – Hazerswoude-Dorp – Boskoop
- 221: Leiden – Valkenburg – Katwijk – Rijnsburg – Noordwijk Duinpark
- 230: Leiden → N206 → Katwijk Rijnsoever → Noordwijk ESA ESTEC (HVZ)
- 365: Leiden – Leiderdorp – Roelofarendsveen – Oude Wetering – Brugrestaurant A4 – De Hoek – Schiphol (Qliner)
- 400: Leiden – Zoetermeer Centrum West (RNet)
- 654: Leiden – Lisse Keukenhof (Nur im saison)